# Los Ángeles (canción)
«Los Ángeles» es una canción de la intérprete española Aitana lanzada el 30 de marzo de 2023 como el tercer sencillo de Alpha, el tercer álbum de estudio de la cantante. El tema ha alcanzado notable éxito en España, llegando a ser certificado como cuádruple Disco de Platino por PROMUSICAE a tan solo unas semanas de su lanzamiento, además de alcanzar el tercer puesto en listas de ventas de canciones en su primera semana.

## Antecedentes y composición
La canción se anunció como el tercer sencillo del tercer proyecto discográfico de Aitana, titulado Alpha, siendo el tercer single publicado después de «Formentera» y «En el coche». El tema fue compuesto por la propia artista junto a sus ya habituales colaboradores Mauricio Rengifo y Andrés Torres, con una letra que habla de un amor clandestino. El género mezcla el pop con la música electrónica, obteniendo una canción de pop electrónico.

## Promoción
Para su promoción, la intérprete acudió a diversos espacios televisivos y radiofónicos de máxima audiencia, tales como El hormiguero en el prime time de Antena 3, así como en Anda ya, el morning show de Los 40. Además, realizó una entrevista con el streamer Ibai Llanos en su canal de Youtube, donde desveló que realizaría diversas fiestas de música house y electrónica.
Por otro lado, para dar a conocer el tema, y en consonancia con el sonido de su nuevo álbum Alpha (de música electrónica), Aitana y su equipo organizaron fiestas en importantes discotecas internacionales, nombrándolas como Alpha House. La primera de ellas se celebró en Gran Vía 54, en el edificio Rialto de Madrid durante la madrugada del 29 de marzo, el día previo al lanzamiento de la canción. Más adelante, organizó otra de esas fiestas el 21 de abril en Ciudad de México, siendo la primera internacional.

## Recepción
El tema debutó en el número tres en las listas de ventas musicales de España en su primera semana, además de obtener la certificación de Disco de Oro en su segunda semana en lista. Hasta la fecha, ha obtenido cuatro discos de platino en su vida comercial por superar las 240 000 unidades de venta en España. También entró en la lista de los números uno de LOS40, donde obtuvo el primer puesto en su cuarta semana.
Internacionalmente, ha obtenido posicionamiento y certificaciones en las listas de países como Colombia, Perú y México, además de entrar en el top 200 de canciones de escuchadas a nivel global en Spotify.

## Videoclip
El videoclip de la canción fue lanzado el mismo día de su estreno en plataformas digitales, en Youtube, siendo dirigido por Miguel Morillo, y cuya dirección creativa ha corrido a cargo de Vampire Studios. El vídeo sobrepasó el millón de visualizaciones en poco más de 24 horas, siendo una de las canciones de Aitana más rápidas en conseguir dicho hito.

## Formatos
| Descarga digital |               |          |  |
| N.º              | Título        | Duración |  |
| 1.               | «Los Ángeles» | 3:11     |  |

## Posicionamiento en listas
| País      | Lista             | Posición | Ref.   |
| Europa    | Europa            | Europa   | Europa |
| --------- | ----------------- | -------- | ------ |
| España    | PROMUSICAE        | 3        | [ 2 ]  |
| España    | Top 50 Radios     | 8        | [ 16 ] |
| España    | Los40 España      | 1        | [ 12 ] |
| América   |                   |          |        |
| Argentina | Billboard Hot 100 | 76       | [ 17 ] |
| Ecuador   | Monitor Latino    | 14       | [ 18 ] |
| Perú      | Monitor Latino    | 13       | [ 19 ] |

## Certificaciones
| País     | Organismo certificador | Certificación | Ventas certificadas | Ref.   |
| -------- | ---------------------- | ------------- | ------------------- | ------ |
| Colombia | ASINCOL                | 1× Platino    | 10 000              | [ 20 ] |
| España   | PROMUSICAE             | 4× Platino    | 240 000             | [ 2 ]  |
| México   | AMPROFON               | 1× Oro        | 30 000              |        |
| Perú     | UNIMPRO                | 1× Platino    | 20 000              | [ 20 ] |